# Vuelo 261 de Alaska Airlines
El vuelo 261 de Alaska Airlines fue un avión McDonnell Douglas MD-83 que sufrió un grave accidente el 31 de enero de 2000 en el océano Pacífico, 4.3 km al norte de la isla Anacapa en California (Estados Unidos). Los dos pilotos, tres sobrecargos y los ochenta y tres pasajeros a bordo fallecieron cuando el MD-83 cayó al mar. Este vuelo internacional cubría la ruta Puerto Vallarta (México) - San Francisco - Seattle (ambos en Estados Unidos). 
La investigación posterior de la Junta Nacional de Seguridad del Transporte (NTSB) determinó que la causa probable fue la pérdida de control de cabeceo del avión producto de la falla de una tuerca tipo acme (de rosca con perfil trapezoidal) del vástago del estabilizador horizontal. Una lubricación insuficiente del engranaje del elevador provocó su desgaste excesivo y el subsiguiente trasroscado. Antes del impacto contra el mar, los pilotos intentaron invertir el avión para compensar el bloqueo del elevador en posición de descenso, aunque la maniobra no dio resultado. 
El avión, fabricado en 1992, tenía 7 años y 8 meses y más de 26 000 horas de vuelo al momento del accidente.

## Pasajeros a bordo
De los 88 ocupantes:
- 50 volaban con destino a Seattle. 47 pasajeros y los tres asistentes de cabina.
- 36 pasajeros y los pilotos se dirigirían a San Francisco.
- 1 de nacionalidad mexicana.
- 1 de nacionalidad británica.
- 86 estadounidenses.

Entre los 88 pasajeros estaban 12 empleados de Alaska Airlines y Horizon Air, lo que llevó a un duelo de parte de la aerolínea por los fallecidos en este accidente. Alaska Airlines declaró que era común que empleados ocuparan lugares que de lo contrario irían vacíos. Ramos de flores llegaron a la sede de la aerolínea en Seattle - Tacoma, Washington al día siguiente.

## Pasajeros notables
- Jean Gandesbery, autora de Seven Mile Lake, viajaba con su esposo Robert Gandesbery.
- Morris Thompson, comisionado de la Oficina de Asuntos Indígenas en las décadas de 1960 y 1970, viajaba con su esposa Thelma y su hija Sheryl.
- Tom Stockley, columnista y sommelier de vinos del diario The Seattle Times.
- Cynthia Oti, reportera financiera de la emisora KSFO - AM de San Francisco.

## Tripulantes
El MD-80 siniestrado estaba actualizado y configurado para operar sin mecánico de vuelo, de modo que la tripulación estaba compuesta por 3 auxiliares de vuelo y 2 pilotos.
- El comandante era el experimentado capitán Ted Thompson de 53 años y con 17.750 horas de vuelo, de  la que más que 4000 eran en MD-80.
- El primer oficial William «Bill» Tansky de 57 años tenía 8.140 horas de vuelo.

Debido a los extremos esfuerzos de los pilotos en recuperar el control de la aeronave, su rápida reacción ante la emergencia y la decisión de evitar sobrevolar zonas pobladas, la Asociación Internacional de Pilotos de Aerolíneas les concedió a ambos la medalla de oro a título póstumo.

## Segmento de vuelo inicial
El vuelo 261 de Alaska Airlines partió a la 1:37 p. m. de Puerto Vallarta y subió a su altitud crucero de 9450 m. La tripulación de vuelo estaba conformada por el capitán Ted Thompson, y el primer oficial William «Bill» Tansky. Los pilotos contactaron al despacho de la aerolínea e instalaciones de control de mantenimiento en Seattle - Tacoma, Washington, y a una empresa que comparte operaciones de radio y mantenimiento en el Aeropuerto Internacional de Los Ángeles; informando del atasco del estabilizador horizontal y un posible desvío a Los Ángeles. El atasco del estabilizador impidió la operación del sistema de estabilizado, que normalmente hace pequeños ajustes en las superficies de control de vuelo para mantener el avión estable durante el vuelo. A su velocidad y altitud crucero, el atasco del estabilizador requirió que los pilotos tirasen de sus controles con unos 5 kilogramos de fuerza (44 Newtons) para mantener el nivel. Ni la tripulación de vuelo ni el personal de mantenimiento de Alaska Airlines fueron capaces de determinar las causas del atasco; reiterados intentos de superar el atasco con los sistemas de estabilizado principales y alternativos fueron infructuosos.
Durante este tiempo, la tripulación tuvo varias conversaciones con el despachador de vuelo de la aerolínea acerca de desviarse a Los Ángeles o llegar a San Francisco, tal como estaba previsto inicialmente. Finalmente optaron por la primera opción: desviarse a Los Ángeles. Más tarde la Junta Nacional de Seguridad del Transporte encontró que, si bien la decisión de los pilotos de desviarse al Aeropuerto Internacional de Los Ángeles fue prudente y apropiada, el personal de tierra de Alaska Airlines trató de persuadir a la tripulación para continuar a San Francisco. Las transcripciones de la grabadora de voz en cabina (CVR) indican que el despachador de vuelo estaba preocupado por el efecto en los horarios que produciría el desvío.

## Pérdida de control y caída al mar
A las 4:09 p. m., la tripulación fue capaz de desatascar el estabilizador horizontal con el sistema primario de estabilizado. Pero al ser liberado, se movió rápidamente a una posición de picada. El vuelo 261 pasó de 31 500 pies (9602 m) a 23 000 pies (7011 m) en 80 segundos; ambos pilotos lucharon por recuperar el control del MD-83 y solo ejerciendo una fuerza de 59,1 a 63,6 kg (130 a 140 libras) en los controles, consiguieron detener el rápido descenso del avión de 6000 ft/min (1829 m/min) y lograr estabilizarlo a 24 400 pies (7316 m). 
La tripulación informó a control de tráfico aéreo de su situación. Después de confirmar su intención de aterrizar en Los Ángeles, el controlador a cargo del vuelo preguntó si querían proseguir a una altitud menor en preparación de la aproximación. El capitán Thompson respondió: «Necesito bajar hasta unos diez, cambiar mi configuración y asegurarme de que pueda controlar el avión y me gustaría hacerlo aquí sobre la bahía si me lo permite».
Más tarde, durante las audiencias públicas del accidente, la solicitud del piloto para no sobrevolar zonas pobladas fue elogiada por la Junta Nacional de Seguridad del Transporte (NTSB por sus siglas en inglés). Durante este lapso, la tripulación de vuelo consideró y rechazó cualquier nuevo intento de corregir el estabilizado horizontal fuera de control. Procedieron a descender a una altitud menor y empezar a configurar el avión para aterrizar en Los Ángeles. 
A partir de las 4:19 p. m. la grabadora de voz registró cuatro veces un golpeteo, seguido de 17 segundos de un fuerte ruido. El MD-83 empezó a caer en picado al mar; varios aviones que sobrevolaban cerca del área fueron alertados por el control de tráfico aéreo para tener contacto visual con el avión accidentado e inmediatamente se comunicaron con la torre de control. Un piloto informó al controlador aéreo: «Ese avión acaba de empezar a hacer una caída enorme».
Otro informó: «Sí, señor, estoy de acuerdo, está uh, definitivamente en picado, desciende muy rápido».
El control de tráfico aéreo trató de ponerse en contacto con el vuelo 261 de Alaska Airlines. La tripulación de otro vuelo de Skywest Airlines informó: «Está definitivamente fuera de control».
Aunque la grabadora de voz captó el llamado de emergencia (Mayday) del copiloto Tansky, no se recibieron comunicaciones por radio de la tripulación de vuelo durante los momentos finales del accidente. La transcripción de la grabadora de voz revela los intentos continuos de los pilotos durante la caída para recuperar el control del avión. En cierto punto, poco antes del impacto, la tripulación no pudo levantar la nariz e intentaron volar el avión invertido para compensar que el elevador estaba en posición de descenso. Sin embargo, el avión que estaba más allá de la recuperación, descendió invertido y en picado hacia el mar unos 18 000 pies (5487 m) en 81 segundos, una velocidad de descenso superior a 13 300 pies por minuto (4053,84 m/min) y posteriormente cayó en el mar a alta velocidad. La maniobra, aunque no logró evitar el accidente, demostró la audacia del capitán y el primer oficial. En ese momento los pilotos de los aviones que volaban por la zona se informaron por un piloto de Skywest Airlines, que dijo: «Impactó en el agua».
Otro piloto informó: «Sí, señor, acaban de impactar el agua».
Todos a bordo fallecieron en el impacto.

## Análisis y recuperación de restos

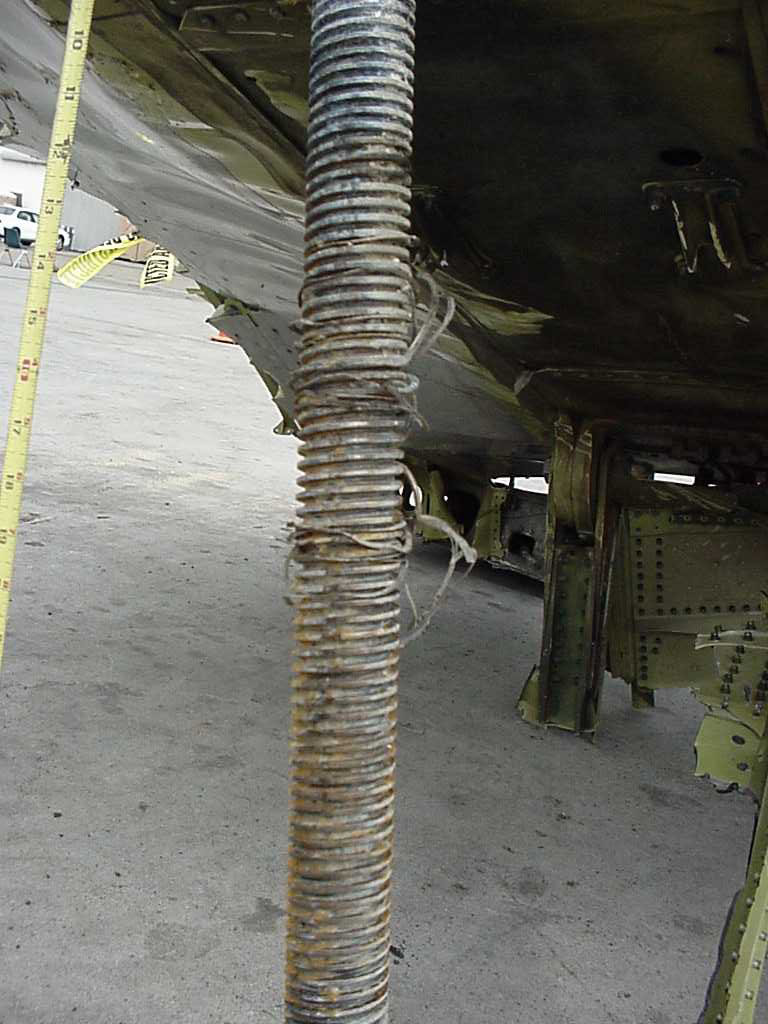
Vástago recuperado del mar del timón horizontal; nótese el trasroscado.

Con un sonar de barrido lateral, vehículos de control remoto y un barco pesquero de arrastre, los rescatistas recuperaron alrededor de 85% del fuselaje del MD-83 (incluyendo la cola y las alas del avión). Al mismo tiempo, se recuperaron los motores y las cajas negras del avión. Todos los restos se llevaron a Port Hueneme, California para su análisis y registro. Tanto el estabilizador horizontal como el juego de vástago y tuerca acme se recuperaron; a través de esta pieza el vástago del estabilizador, al girar, se desplaza hacia arriba o hacia abajo para el sistema de estabilizado horizontal. El vástago fue hallado con filamentos metálicos envueltos a su alrededor, éstos fueron luego identificados como el filete de roscado de la tuerca.
El análisis posterior estimó que el 90% de los hilos de la tuerca se habían desgastado anteriormente y luego fueron esquilados durante el accidente. Una vez que falló la rosca, el actuador del estabilizador horizontal quedó sujeto a fuerzas aerodinámicas que no soportó y finalmente el sistema falló. Basándose en el tiempo transcurrido desde la última revisión del actuador, la Junta Nacional de Seguridad del Transporte determinó que el desgaste se produjo mucho más rápido que la tasa promedio (0.03048 cm por cada 1000 horas de vuelo, cuando el desgaste habitual es de 0.00254 cm por cada 1000 horas de vuelo). La NTSB consideró una serie de posibles motivos de este desgaste excesivo, incluyendo la sustitución realizada por Alaska Airlines (aprobada por el fabricante) de la grasa Aeroshell 33 en lugar del lubricante previamente aprobado Mobilgrease 28. El uso de la Aeroshell 33 no resultó ser un factor causante del accidente, pero la lubricación insuficiente de los componentes sí se consideró una causa del desgaste. El análisis de la tuerca acme del estabilizador y del elevador reveló que las piezas no estaban lubricadas al momento del accidente; en última instancia se determinaron como causas del accidente la falta de lubricación y el resultante desgaste excesivo de la rosca de la tuerca.

## Identificación de los cadáveres
Se utilizaron los siguientes indicadores para la identificación de los cadáveres de las víctimas del vuelo 261 de Alaska Airlines:
- Huellas dactilares.
- Registros dentales.
- Tatuajes.
- Objetos personales.
- Exámenes antropológicos.

## Lubricación deficiente de las piezas del elevador
En la investigación se procedió a explicar por qué no se le realizó en el mantenimiento programado al MD-83 la adecuada lubricación del ensamble del estabilizador horizontal. En las entrevistas realizadas al mecánico de Alaska Airlines que en la última revisión del avión quedó en evidencia la rapidez de la tarea realizada (tomó cerca de 1 hora) mientras que el fabricante del avión estima que la tarea debe realizarse en 4 horas. La evidencia sugirió a los investigadores de la Junta Nacional de Seguridad del Transporte que el mecánico, quien aplicó el lubricante al ensamble del estabilizador en septiembre de 1999 no realizó la tarea adecuadamente. Pruebas de laboratorio indicaron que el desgaste excesivo del elevador no podría acumularse en 4 meses, entre septiembre de 1999 y la fecha del accidente. Por lo tanto, la NTSB concluyó:
La lubricación del elevador se realizó de manera incorrecta.
Con el fin de supervisar el desgaste del elevador se realiza una inspección de mantenimiento periódico conocida como end play checks (verificación de juego libre o axial). La NTSB examinó como consecuencia de este hecho la verificación de juego libre en el accidente del avión de ValuJet en septiembre de 1997 al no descubrir un desgaste excesivo. La investigación descubrió que Alaska Airlines adaptó herramientas que se utilizarían en la verificación de juego libre que no cumplían con los requisitos del fabricante. Las pruebas revelaron que las herramientas utilizadas por Alaska Airlines tendrían mediciones imprecisas y que si se hubiera utilizado las adecuadas, habrían indicado el desgaste excesivo y la necesidad de reemplazar las piezas afectadas.

## Prórroga de los intervalos de mantenimiento
Entre 1985 y 1996 Alaska Airlines aumentó el período para la lubricación del elevador y de los controles con la aprobación de la FAA. Dado que cada comprobación de lubricación no se llevó a cabo después de este procedimiento, la Junta Nacional de Seguridad del Transporte explicó el ajuste de estas prórrogas. En el caso de los intervalos extendidos de lubricación, la investigación no pudo determinar cuál información (en caso de que haya alguna) presentó Alaska Airlines a la FAA anteriores al año 1996. El testimonio de un inspector de la FAA respecto a una prórroga en 1996 fue que Alaska Airlines presentó documentación de Boeing como justificación para la prórroga de la lubricación.
Los últimos controles se llevaron a cabo durante una revisión completa de fuselaje llamada control C. El director de programas de mantenimiento y confiabilidad de Alaska Airlines declaró que un paquete de análisis de datos basado en la historia de mantenimiento para cinco aviones de la muestra fue sometido a la aprobación de la FAA para justificar el período de ampliaciones de los controles C. Las tareas de mantenimiento individuales (como la verificación final) no fueron tomadas en cuenta en esta prórroga. La NTSB encontró que la verificación final debió ser apoyada por datos técnicos suficientes para demostrar que la prórroga no sería un peligro potencial.

## Supervisión de la FAA
Una inspección especial realizada por la Junta Nacional de Seguridad del Transporte (NTSB), en abril de 2000 de Alaska Airlines puso en evidencia importantes deficiencias que la FAA debió descubrir antes. La investigación llegó a la conclusión de que la vigilancia de la FAA a Alaska Airlines había sido deficiente durante varios años. La NTSB tomó nota de que en julio de 2001, un grupo de la FAA determinó que Alaska Airlines había corregido las deficiencias previamente identificadas. Sin embargo, varios factores llevaron a la NTSB a preguntarse sobre la profundidad y eficacia de las acciones correctivas de Alaska Airlines y la adecuación general del programa de mantenimiento de la aerolínea.
Se identificaron problemas sistemáticos por la investigación en materia de supervisión de la FAA de programas de mantenimiento, incluyendo personal insuficiente, su proceso de aprobación de las prórrogas de intervalos de mantenimiento y los requisitos de certificación de aeronaves.

## Cuestiones de diseño y certificación de aeronaves
El ensamble del elevador fue diseñado con dos enroscados independientes, cada una de ellos era lo suficientemente fuerte como para soportar las fuerzas colocadas en ellos. Los procedimientos de mantenimiento, como la lubricación y end play checks detectaban cualquier desgaste excesivo antes de que progresaran a un punto de falla. Los diseñadores suponían que al menos uno de los juegos de rosca siempre estaría presente para soportar las cargas colocadas en ellas, por lo tanto no se consideraban los efectos de la falla catastrófica y no se necesita ningún dispositivo a prueba de errores.
Para que un componente de diseño se apruebe por la FAA sin alguna disposición a prueba de errores, estos deben considerarse extremadamente improbables. Esto fue definido con una probabilidad del orden de {\displaystyle 1\times 10^{-9}} o menos por cada hora de vuelo; sin embargo, el accidente demostró que ciertos mecanismos de desgaste podrían afectar a las dos roscas y éstas no podrían ser detectados. La NTSB determinó que el diseño del sistema elevador del estabilizador horizontal no tuvo que ver con la falla de los de la tuerca acme.

## Mejora del diseño del elevador
En 2001, la NASA reconoció posible riesgo en su equipo (por ejemplo el transbordador espacial) con uso de tuercas similares. Una corrección de ingeniería desarrollada por ingenieros de la NASA y United Space Alliance promete detectar fallas progresivas del enroscado y así evitar fallas totales.

## John Liotine
En 1998, un mecánico de Alaska Airlines llamado John Liotine, que trabajaba en el centro de mantenimiento de Alaska Airlines en Oakland, dijo a la Administración Federal de Aviación que los supervisores estaban aprobando registros de mantenimiento que no debían o cuyo trabajo no se había completado. Liotine comenzó a trabajar con investigadores federales grabando en secreto a sus supervisores. El 22 de diciembre de 1998, las autoridades federales allanaron un taller de Alaska Airlines y se apoderaron de sus registros. En agosto de 1999 Alaska Airlines suspendió (con goce de sueldo) a Liotine, y en 2000 Liotine inició una demanda contra la línea aérea. El accidente de AS261 se convirtió en parte de la investigación federal contra Alaska Airlines porque en 1997 Liotine había recomendado que el tornillo y la tuerca del nivelador del estabilizador horizontal de la aeronave implicada en el accidente fueran sustituidos. En diciembre de 2001, los fiscales federales declararon que no iban a presentar cargos penales contra Alaska Airlines. Alaska Airlines acordó resolver el pleito de demanda pagando cerca de US $500 000. Como parte del acuerdo, Liotine habría de renunciar.

## Conclusiones
Además de la causa probable, la Junta Nacional de Seguridad del Transporte encontró los siguientes factores del accidente:
- Alaska Airlines extendió el intervalo de lubricación y aprobación de la FAA de la prórroga, que aumentó la probabilidad de que una lubricación deficiente daría como resultado un desgaste excesivo de la rosca de la tuerca acme.

- Final extendido del intervalo de comprobación y aprobación de la FAA de la prórroga, que permitió el desgaste excesivo de la tuerca acme y del enroscado de la misma sin oportunidad alguna de ser detectado.

- La falta en el MD-83 de un mecanismo de seguridad para evitar los efectos de la pérdida total de la tuerca acme.

Durante la investigación y luego el informe final, la NTSB publicó un total de 24 recomendaciones de seguridad, mantenimiento, supervisión reglamentaria y cuestiones de diseño de aeronaves. Más de la mitad de ellas estaban directamente relacionadas con la lubricación del estabilizador y el end play checks. También se incluye una recomendación para que los pilotos recibieran adiestramiento en caso de una falla del sistema de control del vuelo no se intenten procedimientos correctivos aparte de los especificados en la lista de verificación de procedimientos, y en particular en caso de una falla en el sistema de control del estabilizador horizontal y no deben activarse motores guarnecidos alternativos, y si no se puede corregir el problema a través de las listas de verificación deberían aterrizar en el aeropuerto más cercano.
En declaración del miembro de la NTSB John J. Goglia para el informe final, que coincidió con otros tres miembros de la junta escribió:
Este es un fallo de mantenimiento. «El mantenimiento y la inspección de su sistema de control del estabilizador horizontal de Alaska Airlines fue mal concebido y ejecutado deficientemente. El fracaso se complica por la pésima supervisión por parte de la FAA. Tomando en cuenta a alguno de los administradores mecánicos, inspectores o supervisores de la FAA cuyo trabajo fue proteger este mecanismo de trabajo concienzudamente, este accidente no debió ocurrir. La NTSB ha hecho varias recomendaciones de mantenimiento específicas, algunas ya realizadas que si se llevan a cabo, impedirán la repetición de este accidente».
Los esfuerzos de los pilotos hizo que la International Air lines pilots association les concediera a título póstumo la medalla de oro.

## Filmografía
Este accidente fue reseñado en la primera temporada de la serie Mayday: Catástrofes aéreas, del canal National Geographic Channel, en el episodio «Fallos de mantenimiento» y en el especial «Piezas fatales». El episodio fue remasterizado en la temporada 22, titulado «Bajo el Pacífico» en 2022, y presentado en la subserie Mayday: Informe Especial, titulado «Problemas de inclinación» en 2024.
En la película del 2012 Flight protagonizada por Denzel Washington, se narra un accidente aéreo de un avión parecido al de un MD-83, aunque en la versión de la película solo hubo seis muertes (cuatro pasajeros y dos sobrecargos). En la película, los investigadores de la Junta Nacional de Seguridad del Transporte determinaron que la causa probable de este accidente fue la fatiga de un tornillo del estabilizador horizontal debido a un desgaste excesivo y a un mal mantenimiento. Durante el largometraje se puede observar que el avión  trata de volar de manera invertida, al igual que los últimos segundos antes del accidente real, aunque en la realidad el avión no llegó a nivelarse cuando volaba invertido como se muestra en la película. El guionista John Gatins explicó al diario Los Angeles Times que la película fue «libremente inspirada» en los sucesos del vuelo 261 de Alaska Airlines.